# Alexander a Lacu
Alexander a Lacu (vom See) (* 1550 in Lugano; † 19. Mai 1613) war Zisterzienser, später Benediktiner, Abt der Stifte Wilhering und Garsten, bevor er 1601 zum 53. Abt des Stiftes Kremsmünster gewählt wurde. Er war eine der führenden Persönlichkeiten der Gegenreformation in Oberösterreich und diente den Kaisern Rudolf und Matthias als Berater.

## Leben
Alexander studierte in Rom, wo er zum Doktor der Theologie und zum Magister der Philosophie und der freien Künste promoviert wurde. Später wurde er zum apostolischen Protonotar ernannt und bekleidete zweimal das Amt des Rector magnificus an der Universität Wien.
1587 wurde Alexander a Lacu 50. Abt des Stiftes Wilhering, welches zu dieser Zeit völlig verlassen war. Er bekleidete das Amt bis 1600.
Nachdem der Papst seinen Übertritt vom Zisterzienserorden in den Benediktinerorden gestattet hatte, war Alexander a Lacu von 1600 bis 1601 der 44. Abt des Stiftes Garsten. In dieser Zeit brachte er die Stadtpfarrkirche Steyr unter den Einfluss des Stiftes Garsten zurück, nachdem sie 50 Jahre von evangelischen Predigern betreut wurde.
Nachdem im Jahre 1606 vom Passauer Bischof die Gründung eines Klosters in Linz genehmigt wurde, legte Alexander a Lacu noch im selben Jahr am 21. September 1606 den Grundstein zur Kapuzinerkirche in Linz, welche von Baumeister Christoph Martin Spaz fertiggestellt und am 2. September 1612 vom Passauer Weihbischof Johannes Prenner eingeweiht wurde.
Sowohl im Kloster als auch in den Pfarren fand unter Alexander a Lacu eine rege Bautätigkeit statt. So vollendete er unter anderem beim Guntherteich das Monument, vergrößerte die Winterabtei mit einem zweiten Stockwerk und erweiterte das Konventgebäude. Auch der Pfarrhof von Viechtwang und die Kirche in Fischlham wurden während seiner Amtszeit erweitert.
Alexander war ein Mann voll religiöser Überzeugung und veranlasste in der Zeit der Gegenreformation viele Gläubige, zur katholischen Kirche zurückzukehren.

## Belege
1. ↑  Kapuzinerkloster Linz bei linzwiki.at

| Vorgänger              | Amt                                  | Nachfolger            |
| ---------------------- | ------------------------------------ | --------------------- |
| Jakob II. Gistl        | Abt von Stift Wilhering 1587–1600    | Johann Schiller       |
| Martin Alopitius       | Abt von Stift Garsten 1600–1601      | Johann Wilhelm Heller |
| Johannes III. Spindler | Abt von Stift Kremsmünster 1601–1613 | Anton Wolfradt        |

| Personendaten    | Personendaten                                |
| ---------------- | -------------------------------------------- |
| NAME             | Alexander a Lacu                             |
| KURZBESCHREIBUNG | 53. Abt des Benediktinerstiftes Kremsmünster |
| GEBURTSDATUM     | 1550                                         |
| GEBURTSORT       | Lugano                                       |
| STERBEDATUM      | 19. Mai 1613                                 |